# Hoplodino longipalpis
Hoplodino longipalpis – gatunek kosarza z podrzędu Laniatores i rodziny Podoctidae.

## Występowanie
Gatunek endemiczny dla Celebes.